# هه یانژو
هه یانژو (انگلیسی: He Yanzhu؛ زادهٔ ۵ ژانویهٔ ۱۹۸۲) جودوکار اهل چین بود. وی در بازی‌های المپیک تابستانی ۲۰۰۸ شرکت کرده‌است.